# Parafia św. Stanisława Kostki we Wrocławiu
Parafia Świętego Stanisława Kostki we Wrocławiu znajduje się w dekanacie Wrocław południe w archidiecezji wrocławskiej. Erygowana w 1977.

## Duszpasterze
- ks. Tadeusz Woszczyna, prałat honorowy Jego Świątobliwości (1976–2006),
- ks. Marek Biały (2006–2007)

### Obecnie
- Proboszczem jest ks. Jerzy Małek.
- Wikariuszami są ks. Mateusz Zygmunt i ks. Maciej Krupa

## Terytorium parafii
Parafia obejmuje ulice: Boczna, Gajowa (nr 46-80, 33 do końca), Gliniana (nr 46-68, 71-99), Hubska (nr 44-82A, 35-117) w tym Osiedle Mieszczańskie, św. Jerzego, Kamienna (nr 106-114), Lniana, Prudnicka, Przestrzenna (nr 32-48, 31-49), Tomaszowska (nr 2-28), Wapienna, Wesoła (nr 35A-41).

## Letni Festiwal Muzyki Sakralnej
W lecie 2010 w parafii odbył się I Letni Festiwal Muzyki Sakralnej, na którym wystąpił między innymi Jasnogórski Chór Mieszany.